# Pasir Sialang
Pasir Sialang is een bestuurslaag in het regentschap Kampar van de provincie Riau, Indonesië. Pasir Sialang telt 8519 inwoners (volkstelling 2010).